# شيكو لانيتي
شيكو لانيتي مواليد 1 أغسطس 1979 في الفلبين، هو لاعب كرة سلة فلبيني. بدأ مسيرته الاحترافية في سنة 2007. يلعب في الرابطة الفلبينية لكرة السلة كلاعب هجوم خلفي. يحمل الرقم 26.

## المسيرة الاحترافية
لعب مع ستار هوتشوتز من سنة 2007 إلى 2009، ثم لعب مع بارانجي جينبرا سان ميغيل في سنة 2009، ثم لعب مع باراكو بول إنرجي في موسم 2009–2010، ثم لعب مع باوريد تايغرز في موسم 2010–2011، ثم لعب مع ميرالكو بولتز في موسم 2011–2012، ثم لعب مع باراكو بول إنرجي في سنة 2012، ثم لعب مع سان ميغيل بيرمن من سنة 2012 إلى 2014.